# 尼德韦勒
尼德韦勒是德国莱茵兰-普法尔茨州的一个市镇。总面积4.81平方公里，总人口384人，其中男性190人，女性194人（2011年12月31日），人口密度80人/平方公里。